# شهرستان الحوک
ناحیهٔ الحوک (به عربی: مدیریة الحوک) یک ناحیه در یمن است که در استان حدیده واقع شده‌است.

## خصوصیات
ناحیهٔ الحوک ۱۵۵٬۳۶۹ نفر جمعیت دارد.